# Bruno Heck
Bruno Lion Gomes Heck (Porto Alegre, 15 de agosto de 1986) é um atirador esportivo brasileiro.
Integrou a delegação nacional que disputou os Jogos Pan-Americanos de 2011, em Guadalajara, no México, onde conquistou a medalha de bronze na prova da carabina três posições 50 m.